# Old Heidelberg
Old Heidelberg er en amerikansk stumfilm fra 1915 af John Emerson.

## Medvirkende
- Wallace Reid som Karl Heinrich.
- Dorothy Gish som Katie Ruder.
- Erich von Stroheim som Lutz.
- Raymond Wells som Karl Bilz.
- John McDermott som Von Wendell.